# Jim Kelly (Basketballtrainer)
Jim Kelly ist ein US-amerikanischer Basketballtrainer.

## Leben
Der aus dem US-Bundesstaat New Jersey stammende Kelly war 1983/84 Trainer der Solent Stars im englischen Southampton und führte die Mannschaft, aus der John Johnson herausragte, zum Gewinn des Meistertitels. Kelly trat im Januar 1985 das Traineramt beim deutschen Bundesligisten Bayer Leverkusen an. Er übernahm die Mannschaftsleitung von Otto Reintjes, der eingesprungen war, nachdem sich die Rheinländer im Saisonverlauf von Chris Lee getrennt hatten. Kelly, dem von der Zeitung Die Welt eine „ruhige und besonnene Arbeitsweise“ zugeschrieben wurde, führte Leverkusen zum Gewinn der deutschen Meisterschaft, der Triumph stand Ende März 1985 fest, Endspielgegner war der DTV Charlottenburg. 1986 gewann man die deutsche Meisterschaft und den DBB-Pokal. 1987 und 1988 wurde Leverkusen unter Kellys Leitung jeweils deutscher Vizemeister. 1988 erreichte er mit der Mannschaft im Europapokal der Pokalsieger das Halbfinale, das in Hin- und Rückspiel deutlich gegen Joventut de Badalona verloren wurde. In seiner letzten Saison in Leverkusen (1988/89) gehörte Dirk Bauermann als „Co“ zu Kellys Trainerstab. Bauermann schrieb in seinem 2012 erschienenen Buch, Kelly sei „ein weiterer guter Lehrer für mich“ gewesen, der ihm viel Verantwortung und insbesondere die Leitung der Verteidigungsarbeit übertrug. Bereits vor der Niederlage in der Endspielserie um die deutsche Meisterschaft gegen Steiner Bayreuth stand fest, dass Kelly Leverkusen am Saisonende 1988/89 verlassen würde. In der Saison 1991/92 trainierte er den Bundesligisten Brandt Hagen. Kelly, dessen Ehefrau aus den Philippinen stammt, war in den 1990er Jahren zeitweise Berater von Mannschaften der philippinischen Liga PBA. Im Vorfeld der Saison 2000/01 vermittelte er John Best, der zuvor auf den Philippinen gespielt hatte, an Bayer Leverkusen.
Ab 1994 war Kelly für die NBA-Mannschaft Toronto Raptors tätig. Er arbeitete dort in leitender Stellung im Bereich Spielersichtung und war für die Probetrainingsveranstaltungen möglicher Neuverpflichtungen, unter anderem im Vorfeld des Draftverfahrens zuständig. Im Juni 2013 kam es zwischen Kelly und der Mannschaft aus Toronto zur Trennung. Ab der Saison 2013/14 war Kelly im Bereich Spielersichtung für die Dallas Mavericks (ebenfalls NBA) tätig.